# Heinrich Rose

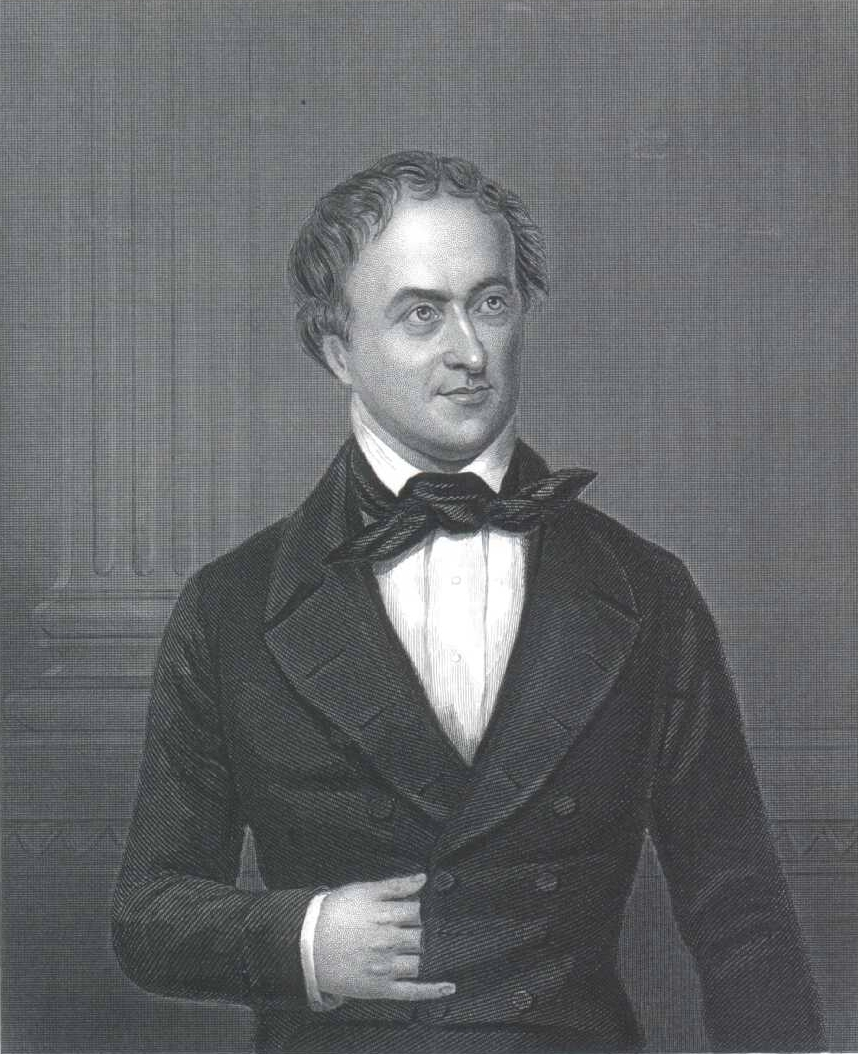
Heinrich Rose

Heinrich Rose (Berlijn, 6 augustus 1795 – aldaar, 27 januari 1864) was een Duitse mineraloog en analytisch scheikundige. Hij was de broer van de mineraloog Gustav Rose en de zoon van farmacoloog Valentin Rose.
Heinrich Rose was vanaf 1823 hoogleraar aan de Universiteit van Berlijn. In 1846 herontdekte hij het element niobium en bewees dat dit element verschilde van tantalium. Dit was de bevestiging dat Charles Hatchett in 1801 niobium had ontdekt in columbiet. Hatchett had dit nieuwe element columbium genoemd, naar het erts waarin zich niobium en tantalium bevinden. De IUPAC noemde het element in 1950 uiteindelijk niobium, naar Niobe, de dochter van Tantalus uit de Griekse mythologie.